# Claudia Ferraris
Pour les articles homonymes, voir Ferraris.
Claudia Ferraris, née le 5 octobre 1988 à Bergame en Lombardie, est une mannequin italienne, qui a été élue Miss Italie Univers 2008.

## Biographie
En 2006, elle représente la Lombardie au concours de Miss Italie et finit dans le top 10.
Le 31 mai 2008, Claudia remporte le titre Miss Italie Univers 2008, en se classant dans le top 10 à l'élection de Miss Univers 2008.